# علیرضا درویشی
علیرضا درویشی (زاده اول تیر ۱۳۵۹  در نهاوند) کشتی‌گیر ایرانی بود. وی در مسابقات کشتی قهرمانی جوانان جهان در لاس وگلاس آمریکا به مدال طلای جهان دست یافت.
غلامرضا محمدی سرمربی پیشین تیم ملی، محمد طلایی مربی حال حاضر تیم ملی، مراد محمدی برنده آخرین مدال المپیک در کشتی ایران (چند مرتبه)، بهنام طیبی عضو تیم ملی ایران در المپیک سیدنی، الکساندر زاخاروک دارنده سه مدال جهانی و توموهیرو ماتسوناگا نایب قهرمان المپیک پکن از جمله ستاره هایی هستند که همگی مقابل درویشی جوان ناکام ماندند.
او کشتی را در باشگاه تختی نهاوند آغاز کرد، بعد از موفقیت‌های پی در پی به عنوان نماینده وزن ۴۳ کیلو ایران در مسابقات نوجوان جهان تهران ۱۹۹۶ انتخاب شد.
در مسابقات نوجوانان جهان ۱۹۹۶ به اولین مدال خود رسید، او در این مسابقات موفق به شکست مسعود واحدی شد ولی در فینال مقابل آبیل ابراهمیموف ازبک شکست خورد و نقره گرفت. (تیم ایران به دلیل میزبانی دو نماینده داشت)
سال ۱۹۹۸ بهترین سال ورزشی او بود، او ابتدا در مسابقات جوانان آسیا آلماتی با شکست توموهیرو ماتسوناگا ژاپنی (نائب قهرمان المپیک پکن) به مدال طلا رسید، دو ماه بعد در لاس وگلاس آمریکا و این بار مدال طلای جوانان جهان را بر سینه زد، او در این مسابقات هیو ساب کیم کره ای که بعدها چهار مدال آسیا کسب کرد را شکست داد، در نیمه نهایی سهراب خیژئوف روس قهرمان نوجوانان جهان را مغلوب کرد و در دیدار نهای نیز جیمی هیل از آمریکا را ۹بر۵ شکست داد.
در سال ۱۹۹۹ نیز عضو تیم ملی جوانان ایران بود ولی در مسابقات جهانی سیدنی استرالیا مغلوب رنه مونترو کوبایی شد.
سال در مسابقات جوانان جهان سال ۲۰۰۰ در نانت فرانسه بار دیگر توموهیرو ماتسوناگا ژاپنی را مغلوب کرد، ۱۵بر۳ حریف ازبکستانی را شکست داد ولی در نیمه نهایی در وقت اضافه مغلوب الکساندر کونتائف روس شد و به رده‌بندی رفت. در رده‌بندی نیز در کمتر از ۹۰ ثانیه ۱۰ امتیاز از حریف مکزیکی خود پیش افتاد و در نهایت با ضربه فنی پیروز شد و به مدال برنز رسید.
مسابقات نانت فرانسه آخرین حضور او در مسابقات جهانی بود.
او در سال ۱۳۷۶ در حالی که تنها ۱۷ سال داشت نائب قهرمان ایران شد، در مسابقات جام تختی۱۳۷۷ بالاتر غلامرضا محمدی به مدال طلا رسید. او در سال‌های ۱۳۷۸ و ۱۳۸۳ نیز به دو مدال نقره جام تختی رسید.
سال‌ها خبری از او شنیده نمی‌شد و کاملاً به فراموشی سپرده شده بود، به دام اعتیاد افتاد و سرانجام در ۳۱ اردیبهشت ۱۳۹۱ به دلیل برخی از مشکلات جسمی و روحی  ناشی از اعتیاد در سن ۳۳ سالگی درگذشت.